# Adolf Molnár
Adolf Leopold Molnár, född 10 mars 1905 i Wien, död 20 juni 1988 i Esbo, var en österrikisk-finländsk författare och äventyrare. 
Molnár växte upp i arbetarkvarteren i Wien och anslöt sig 1923 till Österrikes kommunistiska parti, men blev utesluten som trotskist. I samband med Anschluss 1938 begav han sig på flykt och kom 1939 till Finland, gick in som frivillig i finländska armén och kämpade bland annat på Hangöfronten (skildrat i boken Vi låg framför Hangö, 1942). Efter kriget bosatte sig han i Helsingfors, blev finländsk medborgare 1953 och försörjde sig med olika yrken samt tillbringade mycken tid på resor i Mellaneuropa. Han skrev under de första efterkrigsåren bland annat några romaner som utkom i svensk översättning, men tystnade därefter som författare. Det humoristiska memoarverket Unstets und flüchtig (1982, finsk översättning Suuri ilveily, 1983) blev en stor framgång i det tyskspråkiga Europa; hans sista bok, romanen Des deutschen Volkes Wunderborn utkom 1983.